# Echinopogon
Echinopogon és un gènere de plantes de la família de les poàcies, ordre de les poals, subclasse de les commelínides, classe de les liliòpsides, divisió dels magnoliofitins.

## Taxonomia
- Echinopogon caespitosus C.E. Hubb.
  - Echinopogon caespitosus var. caespitosus
  - Echinopogon caespitosus var. cunninghamii C.E. Hubb.
- Echinopogon cheelii C.E. Hubb.
- Echinopogon gunnianus Nees
- Echinopogon intermedius C.E. Hubb.
- Echinopogon mckiei C.E. Hubb.
- Echinopogon novae-zelandiae Gand.
- Echinopogon nutans C.E. Hubb.
  - Echinopogon nutans var. major C.E. Hubb.
  - Echinopogon nutans var. nutans
- Echinopogon ovatus (G. Forst.) P. Beauv.
  - Echinopogon ovatus var. ovatus
  - Echinopogon ovatus var. pubiglumis C.E. Hubb.
- Echinopogon phleoides C.E. Hubb.
- Echinopogon purpurascens Gand.
- Echinopogon sieberi Steud.
- Echinopogon virens Gand.

(vegeu-ne una relació més exhaustiva a Wikispecies)

## Sinònim
Hystericina Steud.